# Oakwell Hall

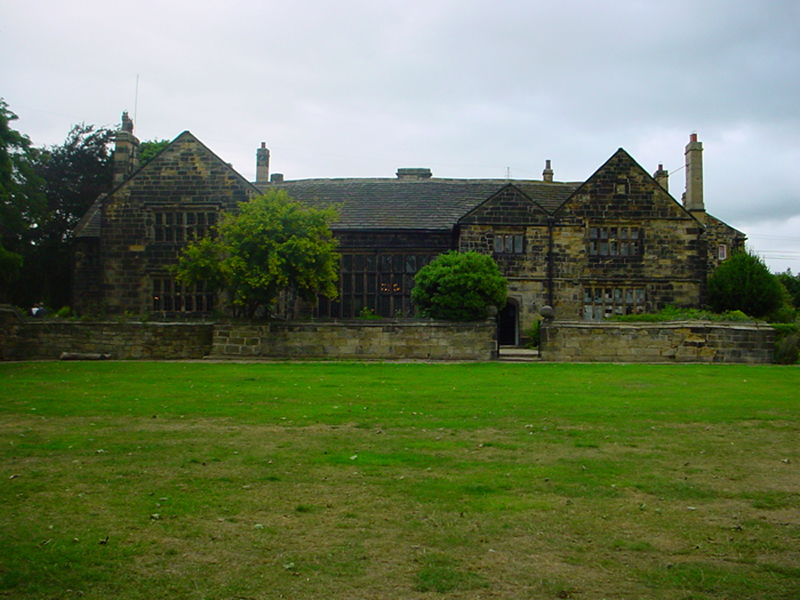
Oakwell Hall

Oakwell Hall ist ein Landhaus im Dorf Birstall in der englischen Verwaltungseinheit West Yorkshire. Das Haus in elisabethanischem Stil hat English Heritage als historisches Bauwerk I. Grades gelistet. Es liegt inmitten von zeitgenössischen Gärten, die von einem 45 Hektar großen Landschaftspark umgeben sind.
Der Bauherr war John Batt. Ein behauener Stein mit der Jahreszahl 1583 gibt vermutlich den Bauzeitpunkt an. Das Anwesen hatte sein Vater, der in Halifax geboren war und eine Rente von der Familie Savile erhielt, die in der Howley Hall in Batley wohnte, erhielt, gekauft.
Oakwell Hall wurde in der Literatur unsterblich als „Fieldhead“, die in
Charlotte Brontës Novelle Shirley vorkommt.

## Geschichte
John Batt ließ das Landhaus bauen, nachdem sein Vater aus Halifax, ein Rentenempfänger für die Familie Savile, der in Howley Hall in Batley residierte, das Grundstück gekauft hatte. Das Haus aus hartem Sandstein wurde mit einem Grundriss der frühen Neuzeit mit einer Halle in der Mitte, flankiert von Flügeln, errichtet. Man tritt durch eine Vorhalle und eine Schirmpassage am unteren Ende des Hauses ein. Ein behauener Stein dort trägt die Jahreszahl 1583 und weist vermutlich auf das Baujahr hin.
Oakwell Hall ging 1928 in die Hände der Gemeinde über und gehört heute den Kirklees Cultural Services; es wird von Freiwilligen von den Friends of Oakwell Hall and Country Park verwaltet. Die Inneneinrichtung wurde mit Hilfe einer Inventarliste von 1611 im Stil des frühen 17. Jahrhunderts restauriert, also der Zeit, in der die Familie Batt hier lebte. Während der Restaurierungsarbeiten enthüllte man die originalen, bemalten Paneele des großen Salons und der bemalten Schlafkammer unter Schichten von Lasur und Farbe.

## Inneneinrichtung
Die imposante Haupthalle hatte ursprünglich zwei Stockwerke, aber Mitte des 17. Jahrhunderts ließ John Batts Enkel die Decke abnehmen und eine Galerie und ein großes, Ajimezfenster einbauen. Dies war der Hauptdurchgangsraum des Hauses, der das Zentrum und die Flügel verband. Sie diente als Empfangsraum für Gäste, Pächter und Geschäftsleute ebenso wie für größere Versammlungen. Sie ist nur spärlich möbliert. Der Tisch steht an einem Ende des Raumes, so wie es im 17. Jahrhundert war, und nicht, wie früher, in der Mitte. Die Größe des Raumes soll Besucher beeindrucken.
Der Große Salon war der wichtigste Raum Anfang des 17. Jahrhunderts. Laut der Inventarliste von 1611 waren dort die besten Möbel aufgestellt und er enthielt die Batts Kartensammlung. In den 1630er-Jahren ließ Batt die wunderbare Stuckdecke und die bemalten Eichenpaneele, sowie ein Landschaftsbild über dem offenen Kamin, hinzufügen. Die Maltechnik mit Lasur war eine Art der Dekoration, die eine Stimmung von Wärme und Großartigkeit kreierte. Nur wenige Beispiele dieser dekorativen Arbeiten sind bis heute erhalten. Ende des 17. Jahrhunderts waren die Speisezimmer und Salons die bevorzugten Räume für Mahlzeiten und die Unterhaltung privater Gäste. Der Große Salon ist mit Möbelstücken ausgestattet, die ihn als modischen und komfortablen Raum der 1690er-Jahre erscheinen lassen.
1690 war die Schlafkammer des Großen Salons von John Batt belegt. Er hat einen Aborterker oder eine Toilette in der Außenwand eingebaut. Das Auslegen mit Binsenmatten dort und in anderen von der Familie genutzten Räumen war ein Zeichen für einen reichen Haushalt und die Matten waren wärmer als die üblichen Bodenbretter oder Steinböden. Der offene Kamin kam erst im 19. Jahrhundert dazu, eine der wenigen Änderungen, die man seit dem 17. Jahrhundert durchgeführt hatte. Der Einschluss eines Tisches und von Stühlen in einer Schlafkammer des 17. Jahrhunderts war nicht unüblich. Schlafkammern wurden in zweierlei Weisen genutzt; neben dem Schlafraum des Besitzers dienten sie oft als Raum für Gäste mit ihrem Wein oder ihren Karten.
Die Küche war einer der belebtesten Räume des Hauses. Die Dame des Hauses überwachte die weiblichen Bediensteten bei der Vorbereitung der Speisen, der Medizinen oder der Porpourris und es gab einen regelrechten Strom von Händlern, Botenjungen und Dienern der adligen Besucher. Zu den Essenszeiten versammelten sich die Diener vor ihren Holztellern. Als das Landhaus gebaut wurde, kochte man wohl das Essen über einem großen Feuer an einem Ende der Großen Halle, aber zu Zeiten der Inventarliste von 1611 bildete die Küche einen eigenen Raum im Ostflügel. Die Küche ist von den anderen Wohnräumen durch eine Schirmpassage getrennt. Der offene Kamin aus dem 17. Jahrhundert, der im 19. Jahrhundert ersetzt wurde, war wohl größer und breiter.

### Die Küchen-Schlafkammer
In der Küchen-Schlafkammer schliefen die Diener und sie diente als Speisekammer. Sie ist nicht mit Holz verkleidet und hat keine Decke. Sie liegt neben der Hintertreppe oberhalb der Küche und war über diese für die Diener erreichbar. In vielen Häusern der Gegend wurde die Küchen-Schlafkammer zur Lagerung der Speisen genutzt. 1611 hatte sie fünf Behälter zur Lagerung von Speisen und Korn. Heute hat sie nur einen großen Behälter und eine Reihe von Speisekisten. Das Fehlen eines offenen Kamins und die unverkleideten Wände werden dafür gesorgt haben, dass sie im Winter sehr kalt war, auch wenn die Wärme der darunter liegenden Küche dafür sorgte, dass die Nahrungsmittel trocken blieben.
Laut der Inventarliste von 1611 hatte der Haushalt 17 Betten unterschiedlicher Ausführung, ausziehbare Betten für die Diener und großartige Himmelbetten für die Familienmitglieder. Ältere Betten wurden in weniger wichtige Räume geschafft. Die Schlafkammer des Kleinen Salons ist mit älteren Möbeln ausgestattet und diente als zweitwichtigste Schlafkammer im Haus. Reproduktionen von Bildwirkereien zieren die Wände. Im 19. Jahrhundert wurde dieser Raum durch Hinzufügen einer Treppe und eines Gangs umgebaut. Das originale, hölzerne Fachwerk mit seiner Latten-und-Putz-Struktur kann man an zwei Wänden sehen.
Das Layout des Neuen Salons zeigt typische Details eines bescheidenen Speisezimmers aus dem 17. Jahrhundert. Die Diener stellten die Speisen auf einem Beistelltisch ab und servierten sie der Familie. Im Geschirrschrank waren Zinn- und Porzellanteller untergebracht; er konnte ebenso wie der kleine Gewürzschrank in der Ecke abgesperrt werden. Die Schlüssel hatte die Dame des Hauses, da Gewürze wertvolle Zutaten waren.
Ein Haushalt des niederen Adels hatte im 17. Jahrhundert auch Logiebesucher. Die Schlafkammer des Neuen Salons, die zweitbeste im Hause, wurde in einem solchen Fall vom Kindermädchen und ihrer Entourage oder anderen Mitgliedern des Gasthaushaltes belegt. Der Schirm im rechten Winkel zum Eingang schützte vor Zug durch die Bettvorhänge. In einem anschließenden Ankleideraum oder abgeschlossenen Raum sind heute Reproduktionen von Kleidern ausgestellt. Die warmen Farben der Wandvertäfelung und der Bettvorhänge finden ihre Entsprechung in einem Tischläufer, einem Detail reicherer Haushalte im 17. Jahrhundert. Tische oder Betten wurden gerne für Teppiche genutzt, die zu wertvoll waren, um darauf zu laufen.
Cie Bemalte Schlafkammer ist mit Reproduktionen von Eichenmöbeln ausgestattet, um zu zeigen, wie sie aussahen, wenn sie neu waren (d. h., nicht durch Alter oder Polierwachs nachgedunkelt). Die bemalten Wandverkleidungen zeigen ein größeres Muster als die des Großen Salons und sind weniger schmuckvoll. Sie wurden unter mehreren Schichten Emulsionsfarbe entdeckt und stammen vermutlich aus dem 17. Jahrhundert. Der Raum ist als Schlafkammer der Dame des Hauses ausgestattet; ein kleiner Tisch am Fenster bietet das meiste Licht für Näharbeiten. Die Böden wurden in der Art des 17. Jahrhunderts neu verlegt. Im Jahre 1609 war ein Boden zum Preis von 5 s 10 d für sieben Tage Arbeit verlegt worden, wie das Kontobuch des Haushalts ausweist. Die bemalte Wandvertäfelung schafft einen dreidimensionalen Effekt, indem es die körnige Struktur von Holz imitiert. Die wilden „Tilden“ sollten Walnussholz imitieren, das gegen Ende des 17. Jahrhunderts modern wurde. Es war teuer, also ließ man die Struktur malen. Die Farbe war auf Leinölbasis und Federn und Kämme wurden über sie gezogen, um den körnigen Effekt zu erreichen.
Das Studierzimmer ist ein kleiner Raum, der von der Galerie über der Eingangshalle zugänglich ist. Die Inventarliste von 1611 zeigt, dass Robert Batt über 60 Bücher zu einer Zeit hatte, in der Bücher teuer waren und die wenigsten Leute lesen konnten. Er studierte an der University of Oxford und wurde Rektor in Newton Tony in Wiltshire.

## Anwesen

### Steinbock
Eine Statue eines Steinbocks steht auf dem Rasen vor dem Landhaus. Sie soll einmal über den Toren zur Dewsbury Brewery gestanden haben.

### Formelle Gärten

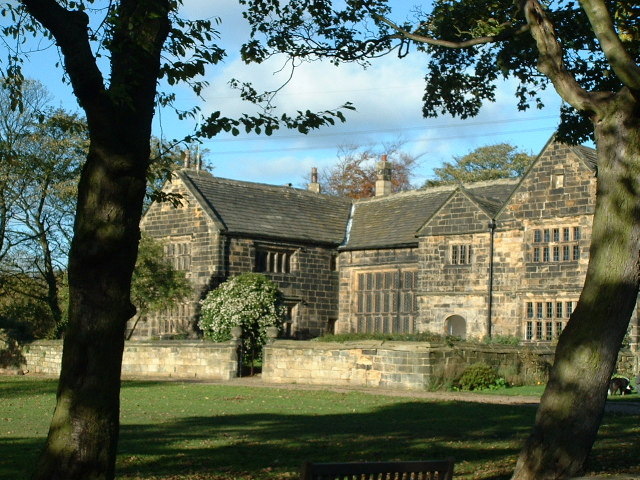
Das Landhaus von außen

Um das Landhaus herum gibt es formelle Gärten, z. B. einen Kräutergarten auf der Seite. Kräuter und Blumen waren wichtige Zutaten für die Hausfrau und den Koch. Sie wurden destilliert, um Duftöle zu erzeugen, sind die Grundlage für Kräuterheilmittel und spielten eine wichtige kulinarische Rolle. Auch wenn der Kräutergarten von Oakwell Hall klein ist, vermittelt er doch einen Eindruck von den verfügbaren Kräutern. Mehr als 80 verschiedene Kräuter findet man im Garten und viele weitere sind zwischen den Blumen in den formellen Gärten hinter dem Landhaus gepflanzt.
Es wurden Restaurierungsarbeiten durchgeführt, um die formellen Gärten in einen Zustand zurückzuführen, wie sie in den 1690er-Jahren waren, indem man damals populäre Pflanzen verwendete. Der Garten enthält ein Parterre mit Formschnitthecken und getrimmten Buchshecken. Die Muster der Buchshecken empfand man den Möbeln und den Stuckarbeiten im Landhaus nach; sie zeigen das in der Gegend übliche Rautenmuster. Rankgerüste wurden aus vor Ort verfügbaren Materialien mit Schreinertechniken aus dem 17. Jahrhundert gemacht. Sogar die grüne Farbe, in der die Holzteile gestrichen wurden, war typisch für diese Zeit.

### Park
In den 45 Hektar Parkland gibt es verschiedene Habitate, die einen Landschaftspark ausmachen: Lichter Wald, Wasserläufe, Weideland, Teiche und Saumpfade. Es gibt verschiedene Wege durch den Park mit Naturpfadzeichen. Entlang dieser Wege findet man Informationspunkte mit Detailangaben über Flora und Fauna. Ein Weg aus dem Park heraus für zu einer Gedenkstätte des Bürgerkriegs, dem Ort der Schlacht von Adwalton Moor, ein anderer zum Red House Museum.
Im Colliery Field, heute Weideland in der Mitte des Parks, waren früher die Abraumhalden der Gomersal Colliery, die in den 1970er-Jahren geschlossen wurde. Die nährstoffarme Erde wurden mit Wiesenpflanzen, wie dem Wiesen-Klee, der Magerwiesen-Margerite, der kleinen Braunelle und dem kleinen Klappertopf, besät. Die nektarreichen Pflanzen ziehen Insekten an, insbesondere Hummeln. Das Feld wird manchmal für historische Schlachtnachstellungen aus dem Bürgerkrieg, Pferdeschauen und Landausstellungen genutzt.
Der Kohlenteich entstand, als das National Coal Board eine Betonstraße zur Erleichterung der Abraumabfuhr errichten ließ. Heute liegt die Betronstraße unter der Grasnarbe und wirkt als Damm. An Wasserpflanzen findet man im Teich das Sumpf-Vergissmeinnicht, den Fieberklee und gewöhnlichen Blutweiderich. Eine große Zahl an Tieren werden durch den Teich angezogen, z. B. Erdkröten, Teichrallen, Teichmolche, Teichmuscheln und eine Vielzahl von Kleinlibellen und Großlibellen.
Nova Meadow ist ein Feuchtgebiet mit feuchtigkeitsliebenden Pflanzen, wie das Wiesen-Schaumkraut, das Tussockgras, das Mädesüß, die Kuckucks-Lichtnelke und die gelb geflaggte Iris. Ein Teich wurde 2003 geschaffen, um Wildtiere anzulocken, und der südliche Teil der Wiese wurde in Buschland umgewandelt, ein Lebensraum für Goldammern und Bluthänflinge. Im Herbst zieht es Drosseln, Wacholderdrosseln und Rotdrosseln an, die Weißdornbeeren fressen.
Den größten Teil des Nova Wood hat man für Grubenstempel für die Gomersal Colliery ausschlagen lassen, aber die Bäume sind zu mehrstämmigen Traubeneichen und Birken herangewachsen. Der Nova Wood ist im Frühjahr von einem Teppich aus Hasenglöckchen überzogen und bietet im Sommer einen Lebensraum für Zugvögel, wie den Zilpzalp und die Mönchsgrasmücke.
Der Nova Beck ist einer von zwei Wasserläufen, die durch den Park von Oakwell Hall laufen, beide von Norden nach Süden. Der Nova Beck bildet die Westgrenze des Nova Wood und fließt durch Wildblumenwiesen. Viele dort vorhandene Arten, wie die gewöhnliche Goldnessel, das Buschwindröschen und der Bärlauch, zeigen den alten Wald an. Gelappter Schildfarn, rote Lichtnelke und echte Nelkenwurz wachsen in großer Zahl dort.
Der Oakwell Beck windet sich entlang der Südgrenze des Colliery Field. Entlang seines Laufes findet man offene Kohlenflöze und fossile „Rippel“ von früheren Meeren. An diesem Wasserlauf gibt es nicht die gleiche Vielfalt von Pflanzen wie am Nova Beck, aber im Frühjahr und Frühsommer sind die bewaldeten Gebiete dick mit Bärlauch, Scharbockskraut und Schlangen-Knöterich überzogen. Gelegentliche Flecken von geflecktem Aronstab können sich an schattigeren Stellen halten. Eschen, Erlen und Weiden machen den größten Teil der Bäume aus, die Lebensraum für den Waldkauz bieten.

## Geister
Eine Legende erzählt vom Geist des 25 Jahre alten William Batt, einem Junggesellen, dessen verwitwete Mutter, Elizabeth, in Oakwell Hall lebte. Die Geschichte hat Elizabeth Gaskell in ihrem Life of Charlotte Brontë (1857) aufgeschrieben:

„Man dachte, dass Captain Batt weit weg wäre – seine Familie war in Oakwell Hall –, als er in der Dämmerung eines Winterabends die Straße entlangstolzierte, durch die Halle, die Treppe hinauf und in sein eigenes Zimmer, wo er verschwand. Er war bei einem Duell in London genau an jenem Nachmittag des 9. Dezember 1684 zu Tode gekommen.“

Die Legende sagt, dass er in seinem Schlafgemach einen blutigen Fußabdruck hinterlassen hätte. Die historischen Fakten sind, dass Batt am 9. Dezember im Black Swan in Holborn in London war, wo er sich Geld lieh. Der lokale Tagebuchschreiber Oliver Haywood fertigte zwei Einträge über seinen Tod; einer sagt, dass er „beim Sport“ gestorben sei, der andere, dass er „von Mr Gream in Barne bei London umgebracht“ worden sei. Batt wurde am 30. Dezember 1684 in Birstall begraben.

## Brontë-Sammlung
Im 19. Jahrhundert war das Landhaus eine Mädchenschule. Charlotte Brontës beste Freundin Ellen Nussey war eine Schülerin. Charlotte Brontë besuchte das Landhaus und ließ sich dazu inspirieren, es als Vorlage für ihr Herrenhaus Fieldhead in ihrer Novelle Shirley zu übernehmen:

„Wenn Fieldhead auch kein besonderes Gebäude war, so kann man es wenigstens als pittoresk bezeichnen: seine unregelmäßige Architektur und seine graue, moosige Färbung passten zu seiner Zeit und ließen seinen Beinamen gerade richtig erscheinen. Die alten, vergitterten Fenster, die steinerne Vorhalle, die Wände, das Dach, die Kaminaufsätze waren reich an Bleistiftstrichen und braunen Flecken und Schatten. Die Bäume dahinter waren schön, kühn und breit; die Zeder auf dem vorderen Rasen war großartig und die Graniturnen auf der Gartenmauer, der zerfressene Bogen des Eingangs, waren für einen Künstler ein wahrer Augenschmaus.“

Elizabeth Gaskell beschrieb das Haus in ihrer Diskussion von Shirley:

„Von der „Bloody Lane“, überschattet von Bäumen, kommt man zu dem Feld, in dem Oakwell Hall liegt (...) Ein Einfriedung vorne, halb Hof, halb Garten, die Halle mit ihren Wandverkleidungen, mit der Galerie, die sich zu den Schlafgemächern rund herum öffnet, der barbarische, aprikosenfarbige Salon, der wunderschöne Ausblick durch die Gartentür über die Rasenflächen und die Terrassen dahinter, wo die sanftfarbigen Tauben immer noch gerne gurren und in der Sonne herumstolzieren, – werden in „Shirley“ beschrieben. Die Szenerie dieser Fiktion liegt ganz in der Nähe, die tatsächlichen Ereignisse, die annehmen lassen, dass es in der unmittelbaren Nachbarschaft stattfand.“

Oakwell Hall ist der Anfang des Brontë Way, eines 69 km langen Fernwanderweges, der Bradford mit Haworth verbindet und dann die südlichen Pennines überquert und bis zur Gawthorpe Hall in Padiham in Lancashire  weiterführt.

## Friends of Oakwell Hall and Country Park
Die Friends of Oakwell Hall and Country Park sind eine freiwillige Unterstützungsgruppe für das Landhaus und seinen Landschaftspark. Die Freunde unterstützen den Chefranger und das Personal in Oakwell Hall und bieten ihre Dienste im Haus und auch draußen an.

## Archäologie
Archäologische Ausgrabungen wurden von der WYAS mit der Hilfe der South Leeds Archaeology, einer Gemeindegruppe aus Rothwell, durchgeführt. Im Mai 2008 grub man den Rasen vor dem Landhaus auf und entdeckte Pfostenlöcher, die vermutlich von dem Bauernhof auf dem Gelände stammen, der zwischen 1834 und 1844 wieder von den Landkarten verschwand.